# 健德门站
健德门站是一个位于中国北京市海淀区花园路街道与朝阳区亚运村街道交界北土城西路、京藏高速公路交叉口健德桥下方，属于北京地铁10号线的地铁车站。

## 位置
健德门站位于元大都城的健德门，现为健德桥，在海淀区北土城西路与八达岭高速公路相交路口。

## 结构

### 车站楼层
健德门站因健德桥桥桩限制而设计为地下中间分离式单洞单层、两端双层岛式站台车站，主体结构中部为两个采用浅埋暗挖法施工的单洞，两端为采用明挖法施工的双层三跨双柱矩形框架。
| 地面层          | 出入口                 | A-D出入口                      |
| 地下一层 站厅层 | 站厅                   | 安全检查、客务中心、进出站闸机 |
| 地下二层 站台层 |                        | █ 10号线外环（牡丹园）         |
| 地下二层 站台层 | 岛式站台，左側開门     |                                |
| 地下二层 站台层 | █ 10号线内环（北土城） |                                |

### 站厅

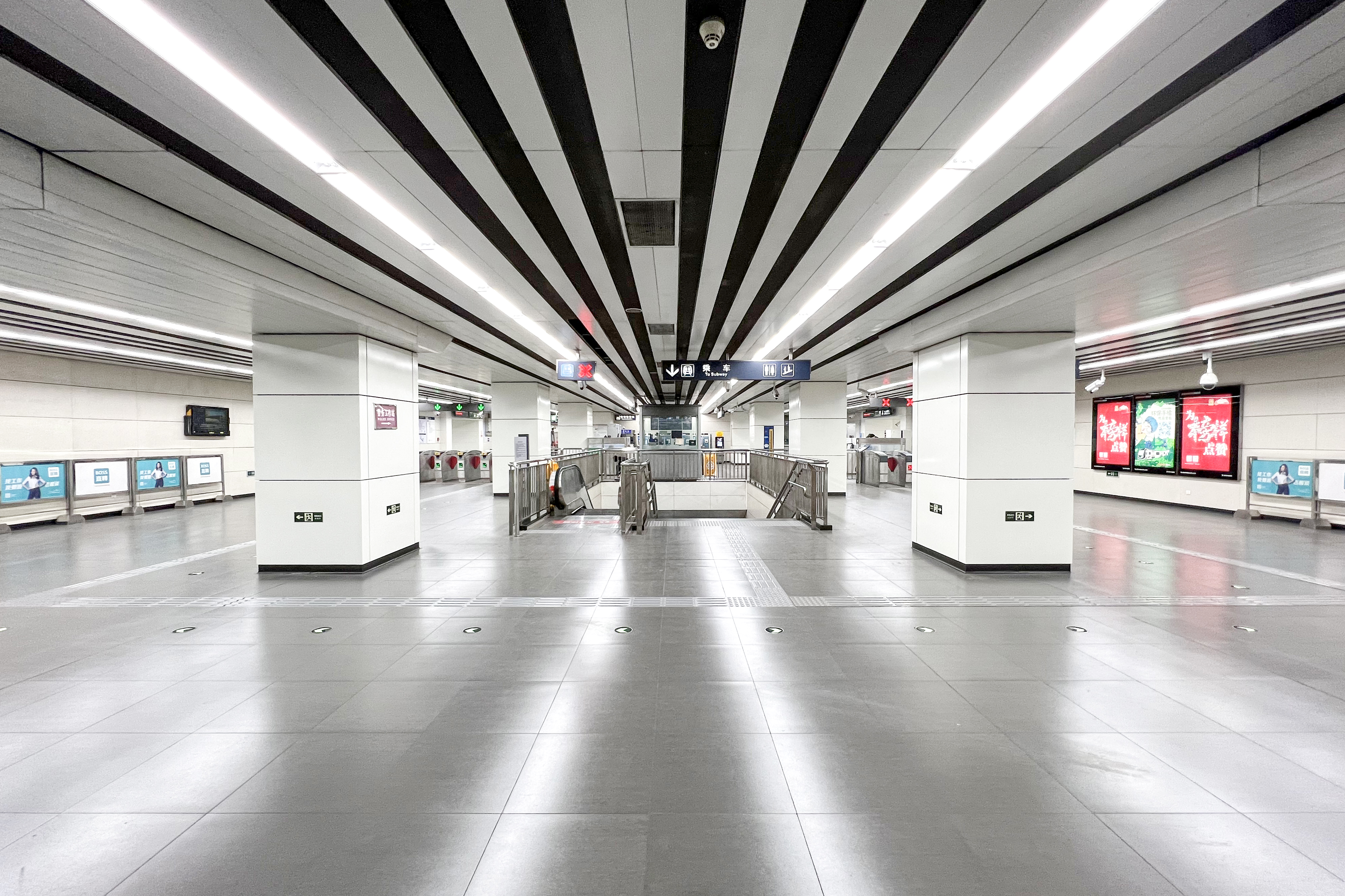
健德门站西站厅（2021年12月摄）

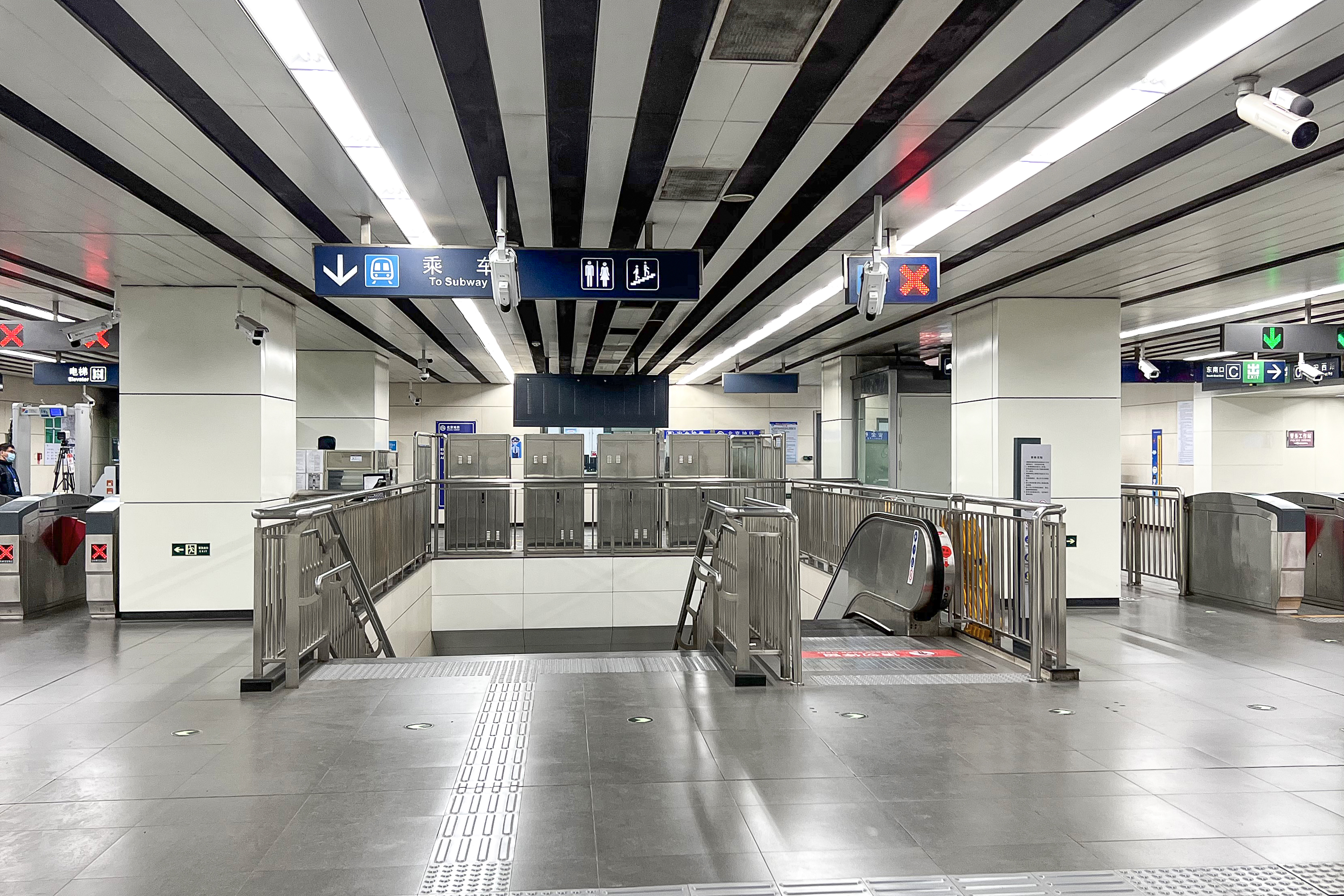
健德门站东站厅（2021年12月摄）

健德门站在健德门桥东西两侧各设一个站厅，西站厅的东侧为侯一民创作的浮雕壁画《血肉长城》。

### 站台
健德门站设有1个岛式站台，位于北土城西路地底。

站台全景图（2018年3月摄）

## 出入口
健德门站现开放3个出入口：A（西北）、C（东南）、D（西南）。
|                       |                    |                                                                        |      |                |
| 编号                  | 指示               | 建议前往的目的地                                                       | 图片 | 无障碍设施图片 |
| 出口 · A              | 北土城西路（北侧） | 易亨·环星科创园、北京医学院附属中学                                    |      | 不適用         |
| 出口 · C · 升降机标志 | 北土城西路（南侧） | 健安西路、中国国际科技会展中心                                         |      |                |
| 出口 · D              | 北土城西路（南侧） | 马甸东路、马甸公园、元大都城垣遗址公园、国家市场监督管理总局马甸办公区 |      | 不適用         |
| 註： 設有             |                    |                                                                        |      |                |